# Kennya Cordner
Kennya K. Cordner (* 11. November 1988 in Speyside) ist eine Fußballspielerin aus Trinidad und Tobago.

## Karriere

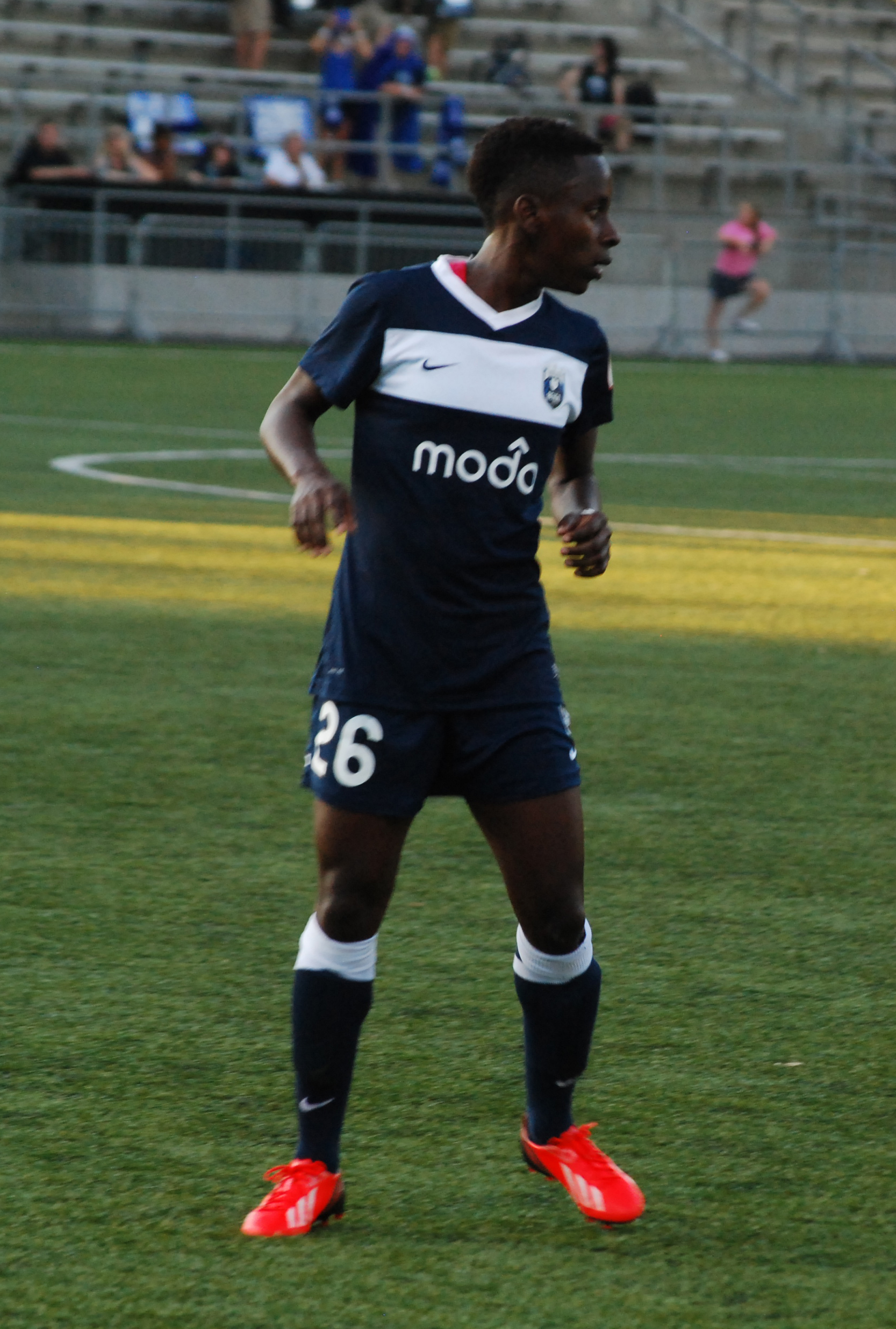
Cordner im Trikot des Seattle Reign FC (2013)

### Verein
Im Jahr 2007 spielte Cordner für den WPSL-Teilnehmer Northampton Laurels. 2009 lief sie in Schweden für den unterklassigen Verein Kvarnsvedens IK auf, für den sie fünf Treffer erzielen konnte. Kurz vor Ende der Saison 2010/11 schloss sich Cordner dem australischen Verein Brisbane Roar an, mit dem sie am Saisonende die Meisterschaft in der W-League feiern konnte. Im Sommer 2011 spielte sie in ihrer Heimat für San Juan Jabloteh.
Anfang 2013 wechselte sie erneut in die WPSL und unterschrieb einen Vertrag beim Issaquah Soccer Club, welcher in der Saison 2013 in Folge einer Kooperation mit dem Seattle Reign FC als dessen Reservemannschaft auftrat. Im Juni 2013 folgte ihr Wechsel zur Profimannschaft Seattles, wo sie am 23. Juni ihr Ligadebüt gegen Western New York Flash gab. Am 12. Juli 2013 gab Seattle die Vertragsauflösung mit Cordner bekannt. Dies war erforderlich, um bei der bevorstehenden Verpflichtung der australischen Nationalspielerin Emily van Egmond den Regularien der NWSL zu genügen. Cordner lief daraufhin wieder für die Reserve der Seattle Reign auf und wechselte zur Saison 2014 zum W-League-Teilnehmer Seattle Sounders Women.
Im April 2017 wechselte Cordner zum FC Dallas. Im August desselben Jahres wechselte sie zum paraguayischen Verein Sportivo Limpeno. Seit 2018 spielt sie beim norwegischen Verein IL Sandviken.

### International
Cordner spielt für die Nationalmannschaft von Trinidad und Tobago. Am 7. Juli 2011 erzielte sie im Rahmen der Qualifikation zu den Olympischen Spielen 2012 bei einem 14:1-Sieg über Dominica neun Tore.

## Erfolge
2010/11: Australische Meisterschaft (Brisbane Roar)